# Mittenothamnium tequendamense
Mittenothamnium tequendamense là một loài Rêu trong họ Hypnaceae. Loài này được (Herzog) Ochyra mô tả khoa học đầu tiên năm 1999.